# Grasshopper (musikalbum)
Grasshopper är ett musikalbum av J.J. Cale lanserat 1982 på skivbolaget Mercury Records. Brittiska utgåvor utgavs dock på Island Records. Albumet var hans sjunde studioalbum. Liksom majoriteten av Cales album var albumet en betydligt större försäljningsframgång i Europa än i USA.

## Låtlista
(låtar utan angiven upphovsman av J.J. Cale)
1. "City Girls"
2. "Devil in Disguise"
3. "One Step Ahead of the Blues" (J.J. Cale, Roger Tillison)
4. "You Keep Me Hangin' On"
5. "Downtown L.A."
6. "Can't Live Here"
7. "Grasshopper"
8. "Drifters Wife"
9. "Don't Wait" (J.J. Cale, Christine Lakeland)
10. "A Thing Going On"
11. "Nobody But You"
12. "Mississippi River"
13. "Does Your Mama Like to Reggae" (J.J. Cale, Christine Lakeland)
14. "Dr. Jive"

## Listplaceringar
- Billboard 200, USA: #149[1]
- UK Albums Chart, Storbritannien: #36[2]
- Nederländerna: #3[3]
- VG-lista, Norge: #5[4]
- Topplistan, Sverige: #15[5]